# USS Truxtun (2009)
De USS Truxtun (DDG-103) is een Arleigh Burkeklasse torpedobootjager van de US Navy. Haar Kiel werd op 11 april 2005 gelegd en ze werd gelanceerd op 17 april 2007. Ze is vernoemd naar de Amerikaanse zeeheld Thomas Truxtun.
Tijdens de bouw bij Ingalls Shipbuilding in Pascagoula werd de DDG-103 getroffen door een grote elektrische brand wat leidde tot een schade die opliep in de miljoenen dollars. De Truxtun werd op 2 juni 2007 gedoopt bij Ingalls Shipbuilding en werd gesponsord door Susan Scott Martin en Carol Leigh Roelker, beiden afstammelingen van Thomas Truxtun. De jager werd op 25 april 2009 in gebruik genomen in Charleston, South Carolina, met Timothy Weber als haar eerste commandant.